# بن براسي
بن براسي (الاسم العلمي:Coffea brassii) هو نوع من النباتات يتبع جنس البن من الفصيلة الفوية.